# Eucidaris australiae
Eucidaris australiae is een zee-egel uit de familie Cidaridae.
De wetenschappelijke naam van de soort werd in 1950 gepubliceerd door Theodor Mortensen.